# Гасанова, Насиба Бахруз кызы
Насиба Бахруз кызы Гасанова (15 декабря 1994; Тюмень) — российская футболистка, защитница московского «Локомотива». Игрок сборной России. Кандидат в мастера спорта.

## Биография

### Клубная карьера
Увлеклась футболом в возрасте 13 лет, первым её клубом стал тюменский «Запсибколледж», первым тренером — Андрей Локтев. С 2012 по 2015 год играла в мини-футбол за команду «Тюмень» в чемпионате России на позиции универсала. В 2016 году перешла в состав «Кубаночки» и дебютировала в большом футболе в высшем дивизионе чемпионата России. В 2019 году стала бронзовым призёром, сыграв за сезон в 18 из 20 матчей своего клуба. В 2021-22 гг. играла за «Ростов». В январе 2023 года перешла в московский «Локомотив», где стала бронзовым призёром Чемпионата России 2023 года.

### Карьера в сборной
Привлекалась к играм за молодёжную сборную России по мини-футболу, но сыграла официально всего один матч в 2012 году. В составе сборной до 19 лет провела 14 игр, дебютировав в 2012 году в матче против сборной Финляндии.
В большом футболе в составе студенческой сборной России стала бронзовым призёром Универсиады 2019 года, сыграв на турнире 5 матчей.
8 июня 2017 года дебютировала за национальную сборную в игре против Сербии (5:2), сменив на 88-й минуте Елену Данилову. Второй матч провела 7 июля того же года против Хорватии (0:0), причём вышла в стартовом составе (в перерыве её заменила Анастасия Поздеева). 29 июня 2017 года была заявлена на чемпионат Европы. Всего в 2017-2022 годах сыграла 9 матчей.

## Личная жизнь
Учится[уточнить] в Кубанском государственном университете физической культуры, спорта и туризма. Любит в свободное время отдыхать или заниматься в тренажёрном зале. Болеет за «Барселону», своим кумиром считает Тьерри Анри.